# Te siento
«Te siento» es una canción de Wisin & Yandel. Se estrenó el 4 de enero de 2010, y fue lanzado como el tercer sencillo de su álbum La revolución el 14 de diciembre de 2009. Una parte de la canción fue interpretada por primera vez en los Premios Grammy Latinos 2009, junto con Abusadora, utilizando una breve introducción de video para llevar a cabo. Está producida por Victor "El Nazi" y Nezty "La Mente Maestra".

## Video musical
Wisin & Yandel filmaron el video musical de Te siento en octubre de 2009, en Los Ángeles, junto con el video musical de su anterior canción Imagínate. El director del vídeo es Jessy Terrero. En el videoclip se presentan cantando en un escenario con luces de neón, también chicos bailando.

## Remix
Se hicieron 3 remixes oficiales para esta canción:
1.  El Momento 2
- «Te siento» (Remix) (featuring Jowell & Randy)  (febrero de 2010)

2. La Verdadera Máquina
- «Te siento» (Remix) (featuring Franco "El Gorila")  (febrero de 2010)

## Posiciones
| Posiciones (2009/2010)            | Número de Posición |
| --------------------------------- | ------------------ |
| Argentina Top 100                 | 10                 |
| U.S. Billboard Hot Latin Songs    | 38                 |
| U.S. Billboard Latin Rhythm Songs | 10                 |
| U.S. Billboard Latin Pop Songs    | 21                 |